# Бёмер, Харальд фон
Харальд фон Бёмер (нем. Harald von Boehmer; род. 30 ноября 1942, Губен, Германия — ум. 24 июня 2018) — немецкий, швейцарский и американский иммунолог, исследователь развития и функционирования иммунной системы. Эмерит-профессор Гарвардской медицинской школы, член Леопольдины (2003).

## Биография
Был младшим из трёх детей офицера Генштаба Хассо фон Бёмера (1904 – 1945), казнённого за своё участие в заговоре 20 июля. Харальд учился медицине в Гёттингене, Фрайбурге и Мюнхене, в последнем, в университете имени Людвига и Максимилиана, получил степень доктора медицины в 1968 году. В 1974 году в Мельбурнском университете (Австралия) получил степень доктора философии (науч. рук-ль д-р Ken Shortman). В 1984 году хабилитировался в Biozentrum University of Basel.
В 1968-71 гг. постодок в Институте биохимии им. Макса Планка и в 1971-73 гг. — в Институте медицинских исследований имени Вальтера и Элизы Холл в Мельбурне — как стипендиат общества Общества Макса Планка. С 1973 года член, в 1976—1996 гг. — постоянный член Базельского института иммунологии. В 1996—2000 гг. профессор иммунологии в Университете Декарта в Париже и директор его Unité 373 INSERM. С 1999 года в Гарвардской медицинской школе, где являлся профессором патологии, позже эмерит, также профессор-эмерит Dana–Farber Cancer Institute.
Также в 1981 году адъюнкт-профессор Медицинского колледжа в Гейнсвилле (Флорида) и в 1991-92 годах профессор иммунологии в Базельском университете.
В 1996—2000 гг. старший член Institut Universitaire de France.
В 1992—2000 гг. глава исполнительного комитета European Journal of Immunology.
Член Европейской академии (1990).
С 1986 года член EMBO.
Член Американской ассоциации иммунологов (American Association of Immunologists) (1992), , Institut Universitaire de France (1997), Нью-Йоркской академии наук и др. организаций.

## Награды и отличия
- 1987 — Почётный член Скандинавского общества иммунологии (Scandinavian Society of Immunology)[7]
- 1990 — Louis-Jeantet Prize for Medicine[англ.] (совм. с Николь ле Дуарен и Готфридом Шацем)[8]
- 1990 — Премия Эвери−Ландштейнера[нем.], Германское общество иммунологии[9]
- 1993 — Премия Пауля Эрлиха и Людвига Дармштедтера[нем.], Германия (совместно с Ф. Маррак и Дж. Капплером)
- 1997 — Премия Кёрбера
- 2002 — Почётный доктор медицины Мюнхенского технического университета
- 2003 — NIH MERIT award[англ.]
- 2004 — Награда Sherman Fairchild Foundation[англ.]
- 2013 — Helmholtz International Fellow Award
- 2016 — Novartis Prize for Basic Immunology[10]